# Misja „Czyste Indie”

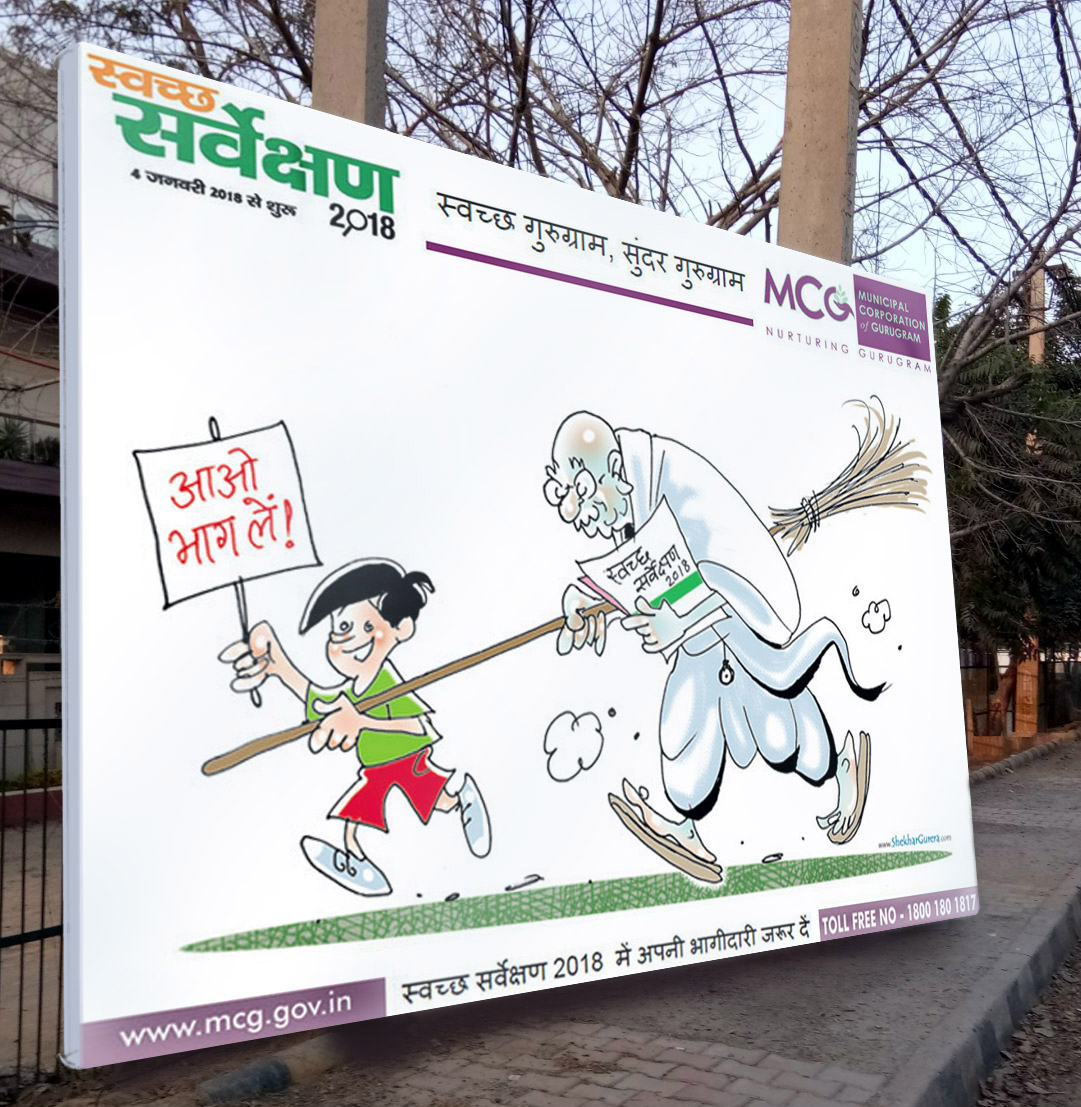
Jeden z plakatów kampanii, narysowany przez rysownika Shekhara Gurerę

Misja „Czyste Indie”/„Czysty Bharat” (hindi Swachh Bharat Abhiyan) – ogólnokrajowa kampania rządu Indii mająca na celu wyeliminowanie defekacji na otwartej przestrzeni (m.in. na ulicach czy do rynsztoków), poprawę gospodarki odpadami stałymi oraz uznanie kraju za wolny od otwartej defekacji (Open Defecation Free, ODF). Została ona zapoczątkowana 2 października 2014. Dodatkowym celem programu jest zwiększenie świadomości na temat zdrowia menstruacyjnego.

## Tło
Wg spisu powszechnego z 2011 r., na wiejskich obszarach Indii jedynie 34% gospodarstw domowych posiadało infrastrukturę sanitarną. Szacuje się, że w całych Indiach 600 milionów ludzi wypróżniało się na otwartej przestrzeni. Liczne i regularne doniesienia na temat otwartej defekacji oraz wynikających z nich skażeń wody pitnej skłoniły rząd do podjęcia działań w celu rozwiązania tego problemu.
Inicjatywa Swachh Bharat Abhiyan jest zrestrukturyzowaną wersją Nirmal Bharat Abhiyan, która została zapoczątkowana przez Indyjski Kongres Narodowy w 2009 roku, lecz nie osiągnęła zamierzonych celów z powodu szerzącej się korupcji i niekonsekwentnego wdrażania.

## Przebieg

### 1. faza
1. faza misji miała na celu osiągnięcie przez kraj statusu „ wolnego od otwartej defekacji ” (ODF) do dnia 2 października 2019 r. będącego 150. rocznicą urodzin Mahatmy Gandhiego. Szacuje się, że podczas tej fazy zbudowano około 90 milionów toalet. Dzięki niej, w 2020 roku aż 98,5% gospodarstw wiejskich posiadało infrastrukturę sanitarną.

### 2. faza
2. faza, której celem jest konsolidacja efektów 1. fazy,  jest zaplanowana na lata 2020–25.

## Koszty i odbiór społeczny
Mimo że rząd zapewnił dotacje na budowę prawie 90 milionów toalet w latach 2014–2019, niektórzy Indusi, zwłaszcza na obszarach wiejskich, decydowało się z nich nie korzystać. Kampanię krytykowano za stosowanie środków przymusu w celu zmuszania ludzi do korzystania z toalety. Niektórym osobom zabroniono wypróżniania się na otwartej przestrzeni i grożono wycofaniem dotacji.
Całkowity koszt 1. fazy oszacowano na 28 miliardów dolarów, z czego 93 procent przeznaczono na budowę infrastruktury sanitarnej, a resztę przeznaczono na kampanie edukacyjne i administrację.